# Croton tessmannii
Croton tessmannii är en törelväxtart som beskrevs av Rudolf Mansfeld. Croton tessmannii ingår i släktet Croton och familjen törelväxter. Inga underarter finns listade i Catalogue of Life.